# Paravaejovis puritanus
Espèce
Synonymes
- Vaejovis puritanus Gertsch, 1958
- Hoffmannius puritanus (Gertsch, 1958)
- Vaejovis terradomus Williams, 1970

Paravaejovis puritanus est une espèce de scorpions de la famille des Vaejovidae.

## Distribution
Cette espèce se rencontre au Mexique en Basse-Californie et en Basse-Californie du Sud et aux États-Unis dans le Sud de la Californie.

## Description
Le mâle holotype mesure 47,1 mm et la femelle paratype 55,1 mm.

## Systématique et taxinomie
Cette espèce a été décrite sous le protonyme Vaejovis puritanus par Gertsch en 1958. Elle est placée dans le genre Hoffmannius par Soleglad et Fet en 2008 puis dans le genre Paravaejovis par González Santillán et Prendini en 2013.

## Publication originale
- Gertsch, 1958 : « Results of the Puritan-American Museum Expedition to Western Mexico. 4. The scorpions. » American Museum Novitates, no 1903, p. 1-20 (texte intégral).